# Gašper Katrašnik
Gašper Katrašnik (Kranj, 20 juni 1995) is een Sloveens wielrenner die sinds 2016  rijdt voor Adria Mobil.

## Carrière
In 2012 werd Katrašnik vijfde op het Europees kampioenschap voor junioren. Later dat jaar werd nam hij deel aan het wereldkampioenschap, waar hij op plek 119 eindigde. In 2013 nam hij deel aan onder meer Parijs-Roubaix voor junioren en de Trofeo Karlsberg. Hij sloot het jaar af zonder overwinning.
In 2014 maakte Katrašnik de overstap naar de beloften. In zijn eerste jaar als belofte werd hij onder meer vijftiende in zowel de Trofej Umag als de Trofej Poreč en werd hij achttiende in het nationaal kampioenschap bij de elite. In augustus nam hij deel aan de Ronde van de Toekomst, waarna hij zijn seizoen afsloot met het wereldkampioenschap voor beloften waarin hij eindigde op plek 91. In 2015 behaalde Katrašnik zijn eerste UCI-overwinning door in de Grote Prijs van Sarajevo in een sprint met drie Sergej Belych en Stefan Stefanović naar de dichtste ereplaatsen te verwijzen. Later dat jaar nam hij voor de tweede keer in zijn carrière deel aan de Ronde van de Toekomst. In de derde etappe kwam hij net te kort voor de winst: hij werd vierde. Wederom sloot hij zijn seizoen af met het wereldkampioenschap. Ditmaal eindigde hij op plek 49.
In 2016 reed Katrašnik voor Adria Mobil. Namens deze ploeg werd hij onder meer tiende in de GP Adria Mobil, negende in de GP Kranj en zevende in de eerste etappe van de Ronde van Oost-Bohemen. In 2017 sprintte hij naar de achtste plek in de GP Izola, in dezelfde tijd als winnaar Filippo Fortin.

## Overwinningen
2015
Grote Prijs van Sarajevo
2018
1e en 2e etappe Belgrado-Banja Luka I
Eindklassement Belgrado-Banja Luka I
4e etappe CCC Tour-Grody Piastowskie

## Ploegen
- 2016 –  Adria Mobil
- 2017 –  Adria Mobil
- 2018 –  Adria Mobil
- 2019 –  Adria Mobil
- 2020 –  Adria Mobil
- 2021 –  Adria Mobil

Božic · Drinovec · Fajt · Golčer · Katrašnik · Mesojedec · Novak · D.Per · G.Per · Rogina
Borso · Božič · Gazvoda · Golčer · Grošelj · Horvat · Katrašnik · Per · Rajović · Rogina
Alsaadi · Božič · Brajkovič · Gazvoda · Golčer · Grošelj · Horvat · Jarc · Katrašnik · Per · Rajović · Rogina